# Вартанов Михайло Мартиросович

Вартанов, Параджанов, 1985

Михайло Вартанов (англ. Mikhail Vartanov, рос. Михаил Вартанов, вірм. Միքայել Վարդանով Мікаєл Варданов; 21 лютого 1937 — 29 грудня 2009) — майстер документального кінематографа, відзначений призами Російської академії кінематографічних мистецтв (Москва), а також міжнародних кінофестивалів у Беверлі-Гіллз та Сан-Франциско.

## Життєпис
Закінчив ВДІК. Близький друг Сергія Параджанова, за дружбу й листування з яким Вартанов перебував у чорних списках КДБ (1968-1991). 
Упродовж багатьох років творчість Михайла Вартанова знали тільки по його всесвітньовідомих кадрах на знімальному майданчику великого фільму «Колір граната» Параджанова, а також фільму «Шовковиця» Геннадія Мелконяна й класичної чорно-білої стрічки «Пори року» Артавазда Пелешяна. 
Михайло Вартанов був режисером видатного фільму Параджанов. Остання весна. Емігрував у США; жив і працював в Голлівуді.